# Мессьє 2
Мессьє 2 (також відоме як M2, NGC 7089
) — кулясте скупчення у сузір'ї Водолія. Має діаметр близько 175 світлових років, містить близько 150 000 зірок, і вважається одним з найнасиченіших і компактних кулястих скупчень.

## Історія відкриття
Відкрите Жаном Домініком Маральді 11 вересня 1746 року. Шарль Мессьє незалежно перевідкрив його і вніс до свого каталога як «туманність без зірок» через 14 років, 11 вересня 1760 року. Вільям Гершель був першим, хто виділив в ньому зірки.

## Спостереження

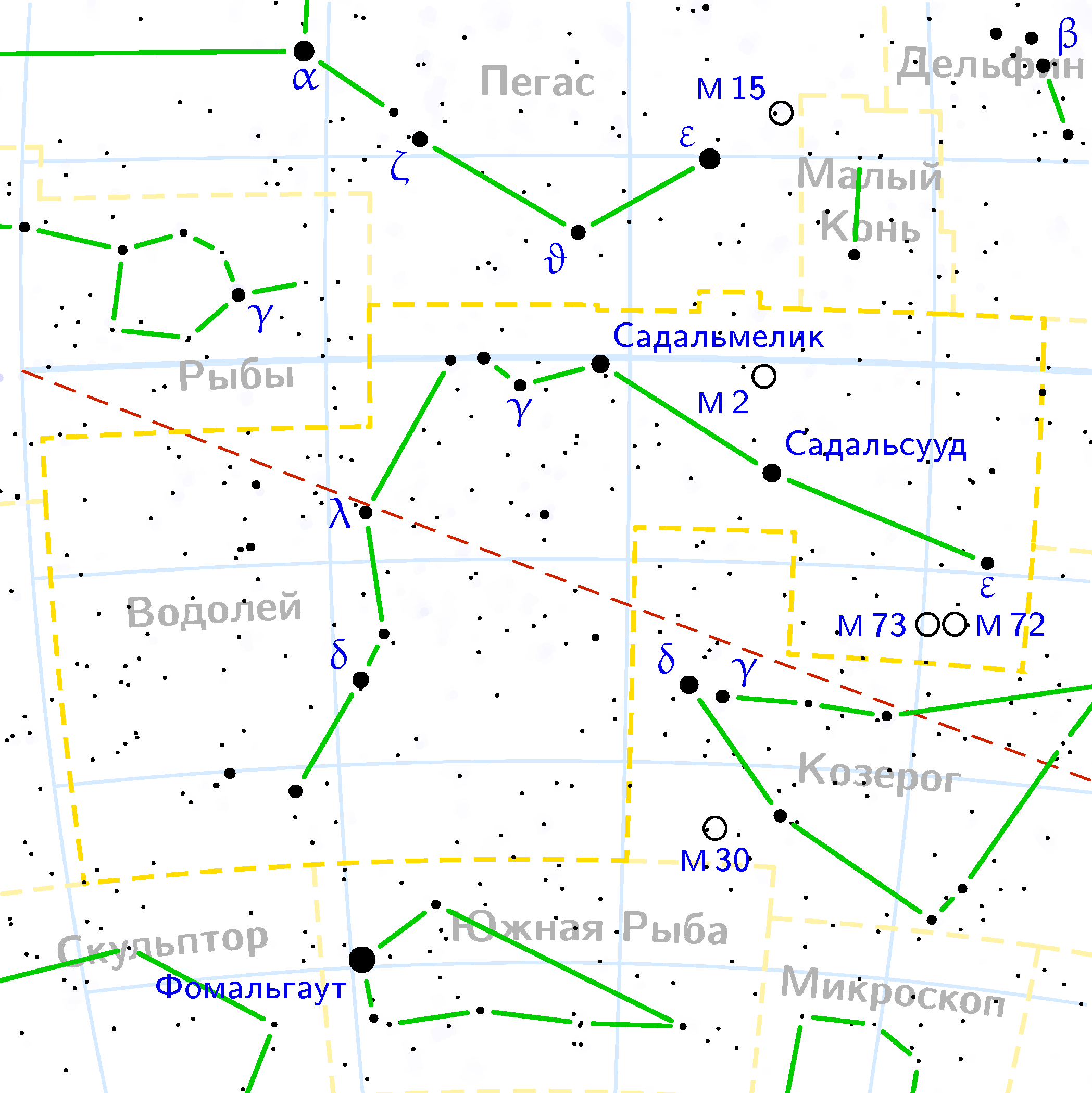
М2 знаходиться в сузір'ї Водолія

Це кулясте скупчення краще спостерігати влітку або на початку осені. Для його виявлення (у вигляді округлого плямочки з концентрацією яскравості до центру) достатньо і польового бінокля, а зоряна природа цього об'єкта стає видимою при спостереженні в телескоп з апертурою від 150 мм і збільшеннях 100х і більше. Це одне з найконденсованіших кулястих скупчень, з яскравим і щільним ядром.

### Сусіди по небу з каталогу Мессьє
- М15 — (на північ в Пегасі) більш велике і яскраве кулясте скупчення;
- М72 і М73 — (на північний захід у Водолії) невелике кулясте скупчення і астеризм;
- М30 — (на південь, у Козерозі) кулясте скупчення;
- М55 — (на південний захід, в Стрільці) велике і нещільне кулясте скупчення.

### Послідовність у «Марафоні Мессьє»
… М75 → М73 →М2 → М55 → М30 …

## Навігатори
| ◄ NGC 7085 \| NGC 7086 \| NGC 7087 \| NGC 7088 \| NGC 7089 \| NGC 7090 \| NGC 7091 \| NGC 7092 \| NGC 7093 ► |

Координати:  21г 33м 27с, −00° 49′ 24″